# Веселов, Пётр Яковлевич
Пётр Яковлевич Веселов, при рождении Пётр Яковлевич Иванов (13 [26] января 1904, дер. Сараново Козьмодемьянского уезда, Казанской губернии Российской Империи — 30 июля 1942 года, д. Бельково Калининской области РСФСР, известен как Пётр Веселов-Сталь) — марийский советский писатель, переводчик, корректор, участник Великой Отечественной войны.

## Биография
Пётр Яковлевич Иванов родился 13 (26) января 1904 года в деревне Сараново (марийск. Сарансола) Казанской губернии (ныне в Горномарийском районе Марий Эл). Его отец Яков Иванович Иванов был зажиточным крестьянином. Его мать — Евдокия Петровна. Начальное образование получил в церковно-приходской школе села Кузнецово. Позже, в 1922, в годы раскулачивания, Пётр Яковлевич поменял свою фамилию на Веселов. В 1923 году женился на Зое Ефимовне Ершовой. В 1924 году у него родилась дочь Анна. В сентябре 1924 года поступил в Горномарийский педагогический техникум. В 1926 году окончил его.

## Литературное творчество
«Ик кого пӓшам — тӹнгалтыш пӓшам — икуэш ӹштенытат, янгылымыштат ак кай» — П. Веселов-Сталь. («Одно большое дело — первое дело — они сделали совместно (заодно), и усталости как не бывало» — П. Веселов-Сталь.)
Литературную деятельность начал с 1927 года. Писал произведения в духе социализма. Свои произведения публиковал в разных печатных изданиях на горномарийском языке. Первые очерки писал в газете «Кыралшы». Рассказы печатал в журналах «У сем» и «Якшар знамя».
В период с 1927 по 1932 год Пётр Яковлевич работал в Горномарийском и Марийском образовательном издательствах. С 1927 по 1929 в редакции газеты «Кыралшы», с 1930 по 1932 год главным корректором журнала «У сем».
В середине 1933 года переехал в Москву. Работал корректором в разных печатных изданиях. В 1934 году своё произведение «На путь к социализму» отправил в Государственное литературное издательство Москвы. До 1935 года работал корректором в Медицинском государственном издательстве, Народном комиссариате просвещения, Военном и Сельскохозяйственном издательстве. В период с 1933 по 1941 год занимается переводом различных книг на марийский язык. С 1934 года в Государственном литературном издательстве Москвы, с 1935 года в Детском государственном издательстве Москвы.
Работая с 1933 по 1941 год в Народном Комиссариате просвещения и Учебном Педагогическом издательстве переводил учебные материалы для марийских школ.
В 1966 году в сборнике повестей горномарийских писателей «Сотыш лӓкна» вышло его произведение «Пӱштӹр». В 1980 в книге «Патыр курым» был опубликован рассказ «Кӹртни кӧк».

## В годы Великой Отечественной войны
В июле 1941 года добровольно ушёл на фронт. По состоянию здоровья сначала строил оборонительные сооружения в районе города Москва. Позже, был отправлен в 376 стрелковую дивизию. Работал корректором в полевой типографии 376 стрелкового полка 220 стрелковой дивизии. Старший сержант. Погиб 30 июля 1942 года в районе деревни Бельково, Ржевского района, Калининской (ныне Тверской) области.
Похоронен в братской могиле близ д. Глебово, Ржевского района, Тверской области.

## Основные произведения
На марийском языке:

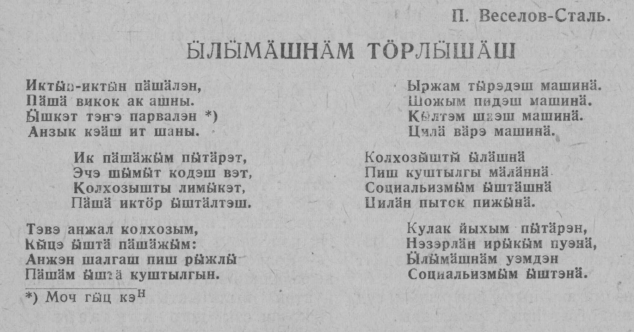

- «Жерӓ»: рассказ. Козьмодемьянск, 1930 (У сем. 1930. — № 3. — С. 23—34)
- «Ӹлӹмӓшнӓм тӧрлӹшӓш»: стих. Козьмодемьянск, 1930 (У сем. 1930. — № 3. — С. 34)
- «1917 и»: очерк. Козьмодемьянск, 1930 (У сем. 1930. — № 4-5. — С. 8—13)
- «Йымы валыш»: рассказ. Козьмодемьянск, 1930 (У сем. 1930. — № 6. — С. 9—15)
- «Негӹцӹм оптат»: рассказ. Козьмодемьянск, 1931 (У сем. 1931. — № 3. — С. 4—12)
- «Пӱштӹр»: повесть. Козьмодемьянск, 1931 (У сем. 1931. — № 9. — С. 22—36)
- «Кӹртни кӧк»: рассказ. Козьмодемьянск, 1931 (У сем. 1931. — № 10-11. — С. 33—47)
- «Суд»: рассказ. Козьмодемьянск, 1932 (У сем. 1932. — № 3. — С. 15—18)
- «Прорыв»: рассказ. Козьмодемьянск, 1932 (У сем. 1932. — № 9. — С. 3—11)
- «Социализм корнышкы» (На путь к социализму: рассказы). Москва, 1934. 69 с.

## Переводческая деятельность

### Художественная литература (перевод на марийский язык П. Я. Веселова)
- Максим Горький «Изергиль папи»: рассказ. Гослитиздат, 1934. 46 с.[3]
- Максим Горький «Мордовкы»: рассказ. Художественное литературное издательство, 1934. 55 с.
- Сергей Григорьевич Розанов «Травкин йамын кашмашыжы»: рассказ. ОГИЗ Детгиз, 1935. 64 с.[4]
- Аркадий Петрович Гайдар «Нылымшы блиндаж»: рассказ. ОГИЗ Детгиз, 1935. 32 с.
- Максим Горький «Шайыштмашвла»: рассказы. Художественное литературное издательство, 1935. 202 с.
- Александр Сергеевич Пушкин «Станции смотритель»: повесть. Йошкар-Ола: Гослитиздат, 1935. 23 с.
- Юрий Павлович Герман «Часойвла»: рассказы. Детиздат, 1939. 56 с.[5]
- Иван Сергеевич Тургенев «Муму»: рассказ. Детиздат, 1940. 32 с.[6]
- Антон Павлович Чехов «Шылшы»: рассказ. Детиздат, 1940. 16 с.

### Учебные материалы (перевод на марийский язык П. Я. Веселова)
- Тетюрев В. А. «Природым палымаш». Учпедгиз, 1933. — 148 с.[7]
- Верховский В. Н. «Хими» (6 класс). Учпедгиз, 1934. — 120 с.
- Браиловская С. М. «Литературы хрестоматьи» (1 класс). Учпедгиз, 1935. — 152 с.
- Терехова Л. Г. «Географи» (4 класс). Учпедгиз, 1936. — 147 с.
- Рыбкин Н. «Геометрический задачник»: Сборник задач по геометрии. (6—9 классы). Учпедгиз, 1941. 124 с.

### Научная литература (перевод на марийский язык П. Я. Веселова)
- Киндеев К. Я. Иквӓрэш пӓшӓ ӹштӹмы хозанлӹкӹшкӹ кыцэ ванжӹмӹла. Маробиздат, 1930. — 98 с.[8]
- Отпускышкы кэшылӓн Осовиахимын ӓшындӓртышыжы. Горномарийское издательство, 1930. — 32 с.
- Александровский А. Пушӓны гишӓн идӓ монды. Наркомпром, 1933. — 48 с.
- Собинин В. Ныр пӓшӓштӹ пӹтариш палшык. Медгиз, 1933 — 54 с.
- Артамонов М. Н. Чучын лӱаш кыцэ тымэнь шомыла. Государственное военное издательство, 1934. — 88 с.
- Горский С. М. Строитьэльсвышты пу хӓдыр ыштымы пӓшӓ: Плотньык цэх. Наркомпром, 1934. — 120 с.
- Копейкин С. И. Кырпыц ыштымӓш. Наркомпром, 1934. — 64 с.
- Орлов А. А. Вольыкым цэргыц пэрэгымӓш да вольыкым лицымӓш: (вэтьэрина). Сельхозгиз, 1934. — 147 с.